# Ernst Fehr

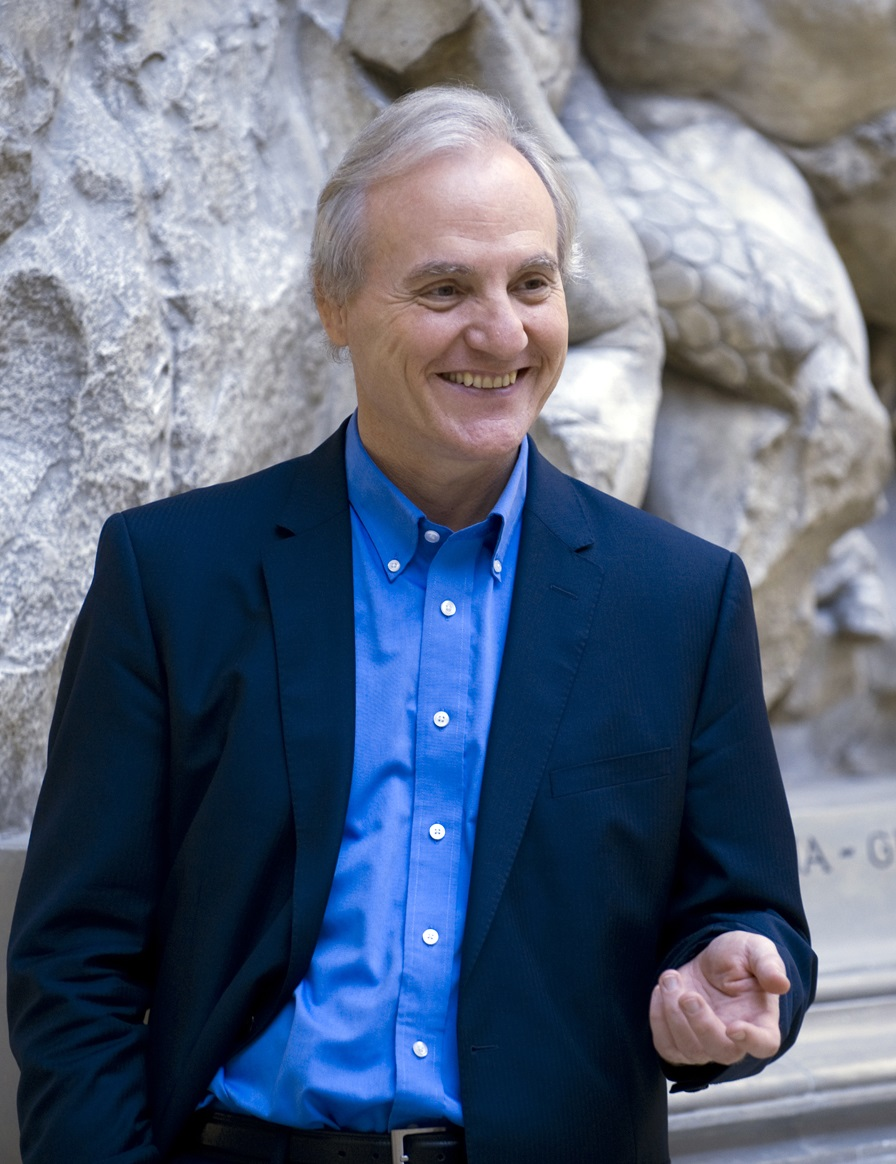
Ernst Fehr

Ernst Fehr, född 21 juni 1956 i Hard, Österrike, är en österrikisk-schweizisk nationalekonom. Han är vice ordförande för Institutet för empirisk forskning i ekonomi vid Zürichs universitet, och är verksam inom forskningsområdet beteendeekonomi. Hans forskning täcker områdena för utvecklingen av mänskligt samarbete och socialitet, särskilt rättvisa, ömsesidighet och begränsad rationalitet.
Inför tillkännagivandet av 2009 års pristagare av Sveriges Riksbanks pris i ekonomisk vetenskap till Alfred Nobels minne nämndes han som en tänkbar kandidat.
År 2016 rankades Fehr som den mest inflytelserika ekonomen i Tyskland, Österrike och Schweiz.

## Karriär och vetenskapligt arbete
Fehr är känd för sina viktiga bidrag till det nya området neuroekonomi, liksom till beteendeekonomi, beteendefinansiering och experimentell ekonomi. Enligt IDEAS/REPEC är han den näst mest inflytelserika tysktalande ekonomen och rankas på 86:e plats globalt.
I sitt samarbete med Urs Fischbacher från 2002, Why Social Preferences Matter – The Impact of Non-Selfish Motives on Competition, Cooperation and Incentives, framhöll Fehr att ”ett betydande antal människor uppvisar sociala preferenser, vilket innebär att de inte enbart motiveras av materiellt egenintresse utan också bryr sig positivt eller negativt om de materiella utbetalningarna från relevanta referensagenter. Vi visar empiriskt att ekonomer kan misslyckas med att förstå grundläggande ekonomiska frågor när de bortser från sociala preferenser.”
Han antar att vi kan kalla ekonomi "den dystra vetenskapen" eftersom den konsekvent antar det värsta i mänskliga motiv, vilket står i skarp kontrast till den genomgripande idén att konsumenternas smak är heterogen. Han attackerar idén på två fronter. För det första eftersom en stor mängd bevis har motsagt själviskhetshypotesen, för det andra, eftersom underlåtenhet att ta hänsyn till annat beteende ignorerar centrala marknadsaktiviteter.
År 2010 grundade Fehr, tillsammans med sin bror, Gerhard Fehr, Fehr Advice & Partners, det första globalt verksamma konsultföretaget helt inriktat på beteendeekonomi. 

## Utmärkelser och hedersbetygelser
- Gossenpriset,  1999[6]
- Fellow of the Econometric Society,  2008[7]
- Marcel Benoist-priset,  2008
- Clarivate Citation Laureates,  2009[8]
- Österrikes hederskors för vetenskap och konst,  2012
- Hedersdoktor vid Vrije Universiteit Amsterdam,  2020[9]
- Kardinal Innitzer-priset
- Hedersdoktor vid Münchens universitet
- Fellow of the Association for Psychological Science
- Gustav Stolper-priset
- Fellow of the American Academy of Arts and Sciences
- Hedersdoktor vid Universität Graz
- Gottlieb Duttweiler-priset

[Redigera Wikidata]
År 2011 tilldelades han Vorarlbergs vetenskapspris. År 2012 mottog han den österrikiska dekorationen för vetenskap och konst och den 9 april 2013 tilldelades han Gottlieb Duttweiler-priset "för sin banbrytande forskning om rättvisans roll på marknader, organisationer och i enskilda beslut".
Fehr är hedersmedlem i American Academy of Arts and Sciences, medlem av American Academy of Political and Social Sciences och gästprofessor vid Massachusetts Institute of Technology.
År 2017 utsågs Fehr till livsvarig utländsk hedersmedlem i American Economic Association, AEA, tillsammans med Philippe Aghion, ekonomiprofessor vid Harvard University. Antalet hedersmedlemmar är begränsat. Valet görs av den verkställande kommittén för American Economic Association och kommer endast att äga rum om en tidigare hedersmedlem dör.